# Phyllophaga temascalis
Phyllophaga temascalis är en skalbaggsart som beskrevs av Saylor 1941. Phyllophaga temascalis ingår i släktet Phyllophaga och familjen Melolonthidae. Inga underarter finns listade i Catalogue of Life.